# Sadh
Il Sadh è una setta religiosa del subcontinente indiano. Gli appartenenti a questa setta invocano Dio nel nome di Satnam, che significa: "il vero nome". I loro usi e costumi sono simili a quelli induisti da cui la maggior parte dei membri proviene. Gli appartenenti a questa religione sono chiamati Satnami. I satnami sono concentrati nei seguenti stati indiani: Uttar Pradesh, Uttarakhand, Haryana, Rajasthan e Punjab.
È una delle più ricche caste indiane, e una delle poche religioni endogame.
La setta fu creata da Birbhan sadhji a Bijesar, un villaggio vicino Narnaul, Haryana nel 1543.

## Storia
Una grande rivolta di Satnami avvenne durante il regno Moghul di Aurangzeb nel 1672 a causa dell'aumentata oppressione fiscale.
L'assenza in India settentrionale della maggior parte delle truppe reali aiutò la rivolta a consolidarsi con il rischio di minacciare Delhi. I rinforzi mandati a sedare la rivolta e le conseguenti battaglie uccisero migliaia di ribelli.